# Gustav Meyrink
Gustav Meyrink, pseudônimo de G. Meyer, (Viena, 19 de janeiro de 1868 – Stanberg, 4 de dezembro de 1932) foi um escritor dramaturgo, tradutor e banqueiro austro-húngaro. Escreveu principalmente dentro do gênero literatura fantástica. 
Considerado o Edgar Allan Poe austríaco, foi descrito como o mais respeitado escritor em língua alemã no ramo da ficção sobrenatural.

## Biografia
Gustav nasceu em Viena, na Áustria-Hungria, em 1868, com o nome de Gustav Meyer. Era o filho bastardo do barão Karl von Varnbüler und zu Hemmingen, ministro do Reino de Württemberg, com a atriz Maria Wilhelmina Adelheyd Meier. A despeito de algumas afirmações de estudiosos contemporâneos, Gustav não era judeu. O boato surgiu devido à uma confusão com o nome de sua mãe e com o nome de uma mulher judia que viveu na mesma época.
Até os 13 anos, Gustav morou em Munique, onde terminou o ensino fundamental. Ele então morou em Hamburgo por um período e depois se mudou junto da mãe, que fora embora para Praga em 1883. Gustav morou em Praga por 20 anos, cidade que serviu de cenário para vários de seus trabalhos. Em 1889, junto do sobrinho do poeta Christian Morgenstern, Gustav abriu um banco, chamado "Meier & Morgenstern".

## Carreira
Foi em Praga que um evento transformador para Gustav teria acontecido. Ele estava prestes a se matar, com uma arma apontada na cabeça, quando ele começou a ouvir um estranho som de arranhado, enquanto alguém colocava um livrinho sob sua porta. O livro se chamava Afterlife. Surpreso com a estranha coincidência, ele começou a estudar as artes ocultas e sobrenaturais.
Gustav estudou a teosofia de Madame Blavatsky, a cabala, a sofiologia e o misticismo ocidental. Gustav praticava yoga e outras atividades místicas que começavam a ganhar adeptos no ocidente. O resultado de tais estudos podem ser encontrados em seus trabalhos, que quase sempre lidam com algum tipo de tradição oculta. Foi membro de várias sociedades de ocultismo.
Em 1902, Gustav foi acusado de fraude. Ele foi acusado de usar o espiritismo como forma de obter benefícios em operações bancárias. Ele foi preso e solto dois meses depois, mas ao ser liberado da prisão, sua carreira como banqueiro terminou. Suas experiências na cadeia foram descritas no seu romance mais famoso, The Golem (1913-14).

## Morte
Seu filho Fortunat sofreu um sério acidente de esqui em 1931, fraturando o pescoço. Ele ficaria então confinado a uma cadeira de rodas. Em 12 de julho do mesmo ano, aos 24 anos, ele cometeu suicídio. Gustav viveu apenas seis meses depois da morte do filho. Em 4 de dezembro de 1932, aos 64 anos, Gustav morreu em Starnberg, na Alemanha Nazista. Ele foi sepultado no cemitério da cidade.

## Obras
- Der Golem (1915)
- Das grüne gesicht (1916)
- Walpurgisnacht (1917)